# 楊請
楊請（1906年9月1日—1971年11月4日），字龍圖，日治時期曾更名柳井清雅。台灣政治人物，今台南市安南區海尾寮人。台灣日治時期曾任台南州會議員。戰後曾經當上台南市議員、台南市議長、台南市市長。

## 早年生平
楊請於明治三十九年（1906年）9月1日生於外武定里海尾藔庄（後來的安順庄海尾寮），出生後一歲，父親就去世，由母親扶養家中五女二男長大。昭和四年（1929年）3月畢業於臺南師範學校演習科，曾任職安順公學校、安順公學校媽祖宮分教場、臺南州媽祖宮公學校擔任訓導。26歲時結婚。
昭和八年（1933年）1月，楊請出任安順產業組合（安南區農會前身）監事，之後當過安順庄協議會員、新豐青年學校組合會議員、嘉南大圳組合會議員。:404昭和十五年（1940年）11月，楊請曾競選臺南州會議員，:404未當選。後來遞補進臺南州會議員。

## 戰後
二戰後，楊請參選台南市參議會議員並當選，並當選副議長。二二八事件發生後，楊請出任臺南市處委會總務組長，曾一度被國民黨情報單位列入「台灣省二二八事變現在逍遙法外份子名冊」。
1950年臺南市舉行議員選舉，楊請出馬角逐並當選議員。在議長葉禾田請辭後，遞補當選議長。
1954年第二屆臺南市長選舉中，楊請得到國民黨提名，對上時任市長的葉廷珪，最後獲安南區選票的大力支持，以47,685票擊敗葉廷珪的30,191票當選。
1957年第三屆市長選舉，楊請再獲國民黨提名，對上捲土重來葉廷珪。最後楊請以44,001票落敗於葉廷珪的62,056票未能連任。
卸任市長後，楊請曾獲第一銀行董事長黃朝琴引介進入第一銀行任監察人。後獲得臺灣省政府主席嚴家淦栽培進入鐵路局的搬運公司擔任監察人，:34直到任內逝世。
1971年11月4日，楊請因腎臟病逝世於寓所。